# Чекмасов Валентин Сергійович
Валенти́н Сергійович Чекма́сов (нар. 13 листопада 1940, Сортавала, Карело-Финская ССР, СССР) — живописець, портретист, пейзажист, графік, Народний художник Російської Федерації.

## Біографія
Народився в Сортавалі. Батько загинув у перші дні Радянсько-фінської війни (1941—1944) на прикордонній заставі в Лахденпохському районі.
Після закінчення війни, мати з дітьми повернулася з евакуації до Карелії, в Петрозаводськ.
У шкільні роки Валентин Чекмасов займався в ізостудії Петрозаводського палацу піонерів.
У 1958—1962 роках навчався і закінчив Ленінградське художньо-графічне педагогічне училище.
У 1962—1968 роках навчався і закінчив живописний факультет Ленінградського інституту живопису, скульптури та архітектури (майстерня Ю. М. Непринцева).
У 1971 році прийнятий до спілки художників СРСР.
У 1985—1991 роках — голова правління Спілки художників Карелії.
Проживає в Петрозаводську.

## Відомі твори
Живопис — «Мати» (1969), «Хірург Васильєв» (1972), «Дощовий день» (1975), «Ерік і Ейла Раутіо» (1977), «Скульптор Л. Ланкінен», «Материнство» (1978), «Село Ялгуба» (1981), «Портрет В. Халла» (1982), «Письменник Д. Гусаров», «Поет Т. Сумманен» (1983), серія портретів олончан (1985—1986), «Костомукшський пейзаж» (1987), «Роздуми. Автопортрет» (1988), «Творча ідилія» (1990), «Портрет режисера В. Петрова» (1994), «Портрет П. Сепсякова», «Портрет В. Доршакова» (1996), «Пам'яті матері» (2003).
Твори художника знаходяться в Державній Третьяковській галереї, Музеї образотворчих мистецтв Республіки Карелія.

## Виставки
- Всесоюзні (1972, 1976, 1977, 1979, 1982, 1983, 1987)
- Всеросійські (1972, 1975, 1980, 1981, 1983, 1985, 1991, 1992)
- Карельських художників у Москві (1980), в Ленінграді (1980), в НДР (1972, 1977, 1983, 1985), у Фінляндії (1972, 1976, 1978), Польщі (1976, 1979, 1984)
- «Север» (1969—1989)
- Персональні: Петрозаводськ (1980, 1990), Москва (1984), Фінляндія (1991), Великий Новгород (2013).